# Heiti (poesiterm)
En heiti (fornisländska: heiti, ”namn, vad något kallas, term”,  uttal: [hɛitɪ], nyisländskt uttal: [heiːtɪ], plural: heiti) är en poetisk synonym använd särskilt i den fornnordiska skaldediktningen som ersättning för ett vanligare ord, exempelvis genom att skriva jór (”springare”) i stället för det mer alldagliga hestr (”häst”).
I litteraturvetenskapligt språkbruk skiljer sig heiti från kenning genom att en heiti är ett enda ord medan en kenning är en flerordig omskrivning. Mækir är en heiti för ”svärd” (för vilket det vanliga ordet är sverð), medan kenningar för "svärd" är exempelvis grand hlífar (”sköldens bane”) och ben-fúrr (”sårets eld”).
Snorre Sturlason på 1200-talet använde dock ordet heiti i en lite vidare bemärkelse som även omfattade kenningar. Enkla ord – poetiska lika väl som alldagliga – kallade Snorre ókend heiti (”obestämda termer”). Sammansatta omskrivningar (som vi känner som kenningar) kallade han kend heiti (”bestämda termer”).